# Liste Schwäbisch Haller Bauwerke
Die Liste Schwäbisch Haller Bauwerke führt sowohl abgegangene als auch noch vorhandene Bauwerke in Schwäbisch Hall auf.

## Sakralbauten

### Stadtmitte
- St. Jakob galt als die „älteste Kirche oder Kapelle der Stadt“[2] und war eine romanische Basilika mit langem Kirchenschiff mit weitausladenden Kreuzarmen und einem Vierungsturm. 1534 wurden der Chor, der Friedhof und der Kreuzgang abgebrochen.
- St. Johannes
- St. Maria am Schuppach war eine gotische Hallenkirche, die 1464 bis 1467 anstelle einer im Jahre 1322 gestifteten Hauskapelle der Familie Unmuß von Altenhausen erbaut wurde. 1812 erfolgte der Abbruch.
- Marienkapelle oder Schönthaler Kapelle war ein Sakralbau am Säumarkt 12 in Schwäbisch Hall, der 1296 erwähnt wurde. Um 1500 wurde sie nach Süden im Stil der Spätgotik erweitert. 1808 wurde der Sakralbau abgebrochen.
- St. Jodokus, auch Josenkapelle, an der Gelbinger Gasse 39 wurde um 1250 errichtet. Der Kirchturm wurde zum „Josenturm“ aufgestockt.
- St. Michael: Eine romanische Basilika entstand 1156. Das gotische Hallenschiff wurde von 1427 bis 1456 erbaut. 1427 war ein gotischer Westturm geplant, dessen Umsetzung nicht erfolgte. Schließlich folgten noch ein Gewölbe im Stil der Gotik (1456) und ein gotischer Chor (1495–1525). Eine Turmerhöhung im Stil der Renaissance erfolgte von 1539 bis 1573.
- St. Katharina: Ein flachgedeckter einschiffiger Saalbau mit 3 Apsiden entstand um 900. Um 1240 entstand eine Kirche im Stil der Spätromanik. 1343 wurde ein Chor im Stil der Gotik hinzugefügt. 1896 bis 1898 wurde das alte Kirchenschiff abgebrochen und durch ein neues im Stil der Neogotik ersetzt.
- Spitalkirche, ein Barockbau.
- St. Joseph, erbaut 1886/87 nach Plänen von Ulrich Pohlhammer im Stil der Neugotik.
- St. Nikolaus, Kapelle im Friedhof im Rundbogenstil.
- Auferstehungskirche, Kirchweg 1, erbaut nach Entwürfen des Architekten Walter Bischoff (1961–1963).
- Evangelisch-Methodistische Christuskirche, Am Säumarkt 8/1 (1933).[3]
- Mevlana Moschee (2002), Gaildorfer Straße, Wolfgang Kuhn

St. Jodokus, auch Josenkapelle, an der Gelbinger Gasse 39 wurde um 1250 errichtet. Der Kirchturm wurde zum „Josenturm“ aufgestockt.
St. Jakob, zerstört 1728
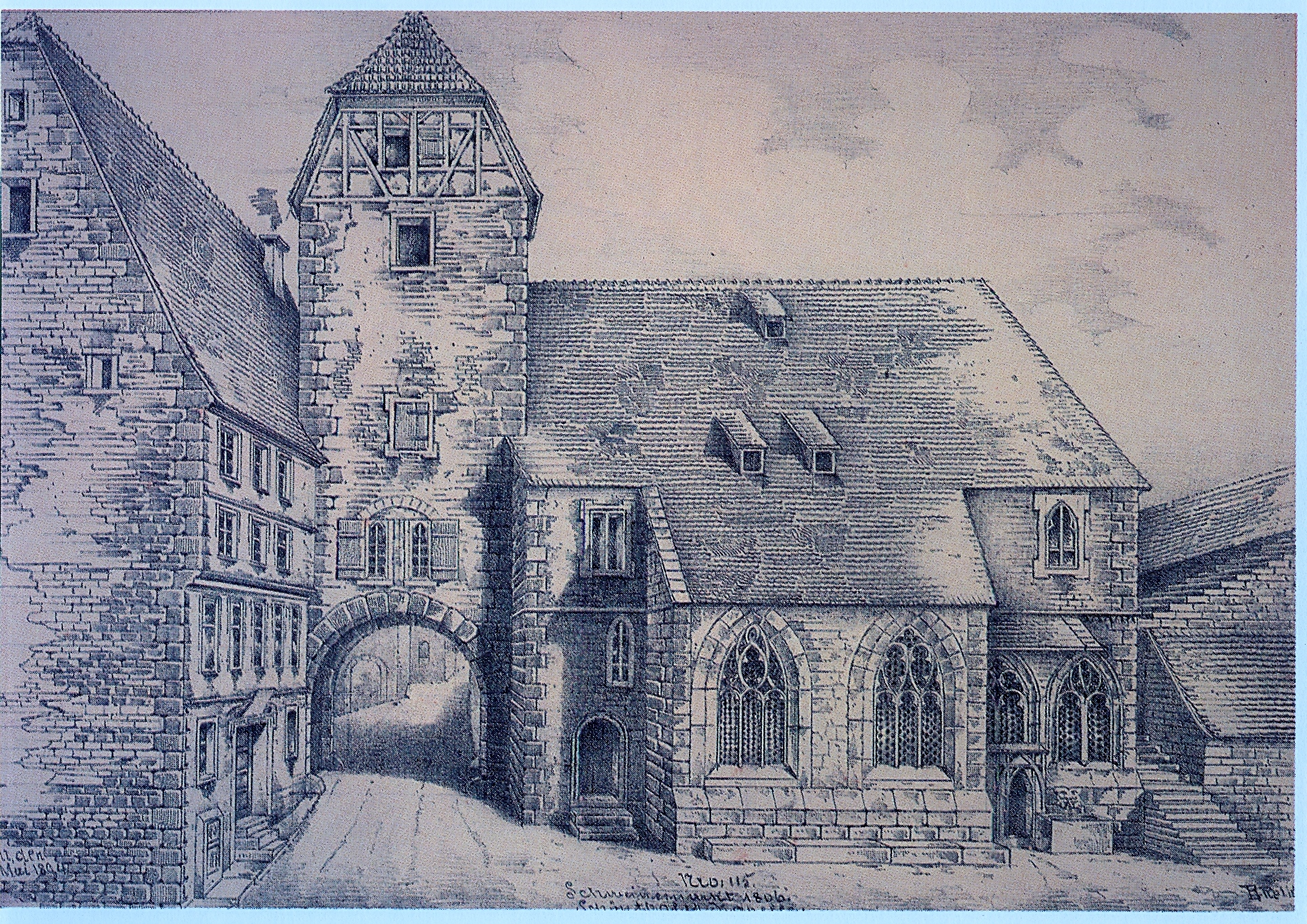
Marienkapelle vom Kloster Schöntal – auch Schöntaler Kapelle (rechts), Abbruch 1808
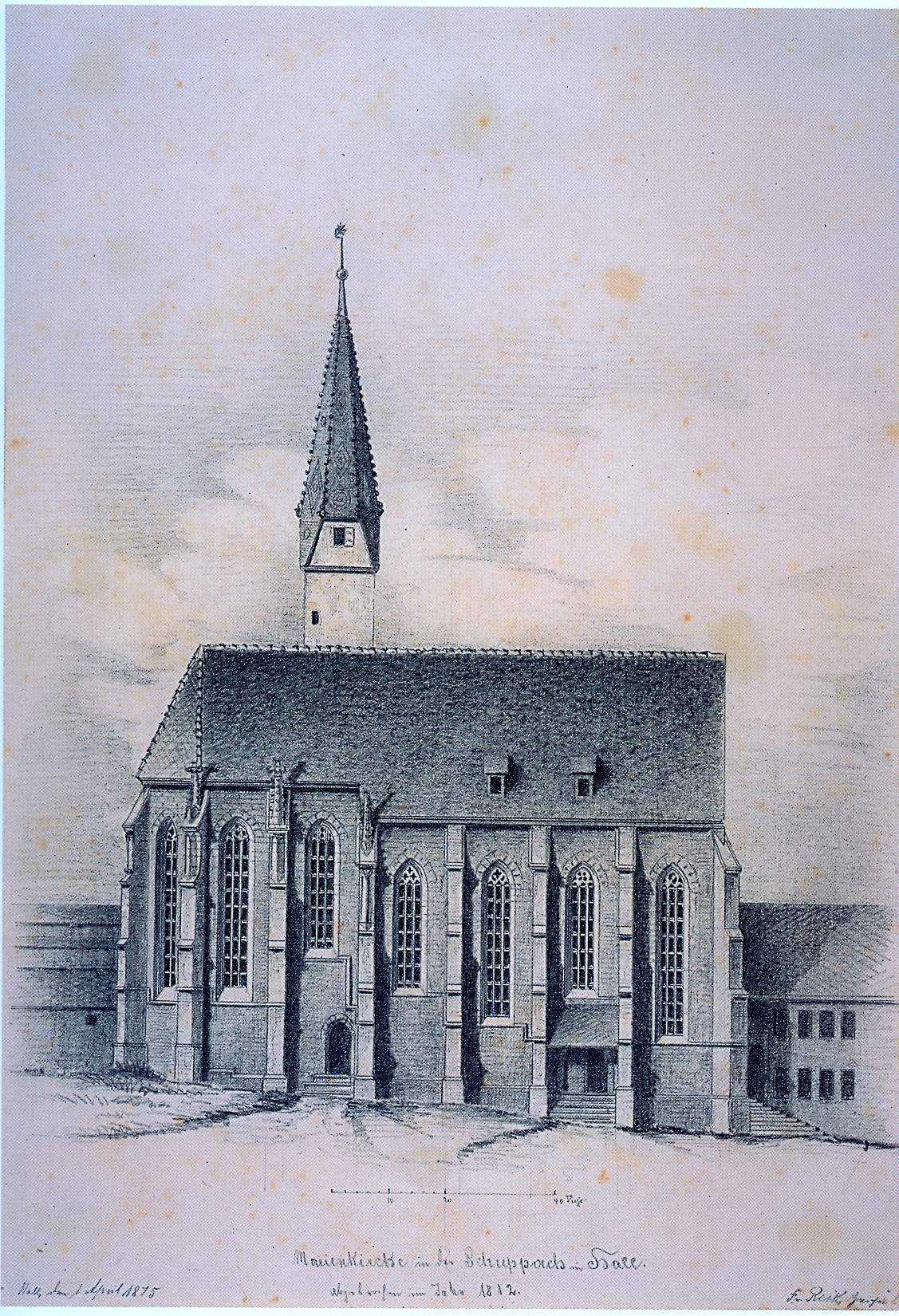
St. Maria am Schuppach, Abbruch 1812.
Friedhofsportal nach Entwürfen des Haller Salinen- und Kreisbaumeisters Carl Stock (1780–1844), 1842/43 erbaut
St. Joseph, 1885 bis 1886 nach Plänen des Haller Bauinspektors Pfeifer und des Stuttgarter Architekten Ulrich Pohlhammer errichtet.

### Südliche Kernstadt
- Unterlimpurger Straße 65; Synagoge mit Ausmalung von 1738/39 (Eliezer Sussmann)
- St. Urban: Die Kirche wurde vor 1230 durch Schenk Walther II. auf Oberlimpurg (um 1210–1283) unterhalb dessen Burg Limpurg errichtet. 1250 wurde ein dreiseitiger frühgotischer Chor mit zwei Jochen angebaut. Zudem wurde ein dreigeschossiger Kirchturm im Norden mit einer Grundfläche von 4,60 × 4,60 m erbaut. Um 1430/50 wurde das Langhaus verbreitert und eine Kapelle – vermutlich als Grablege für Schenk Friedrich V und Susanna von Thierstein – auf der Südseite angebaut.

St. Urban: Ansicht des Chores von 1907 mit dem Epitaph der Familie Moritz Schwab (Nordwand) und den Epitaphen Georg Botz und Joh. Immanuel Franck (Südwand)[4]
Haus Moses Mayer Seligmann, Unterlimpurger Straße 65 in Schwäbisch Hall (1718 bis 1782 Synagoge), Gemälde 1738 bis 1739 von Eliezer Sussmann, Gebet zum Ausheben der Torarolle „Barich Schme“ (rabbinisch aramäisch: Gesegnet sei er/Gottesname).

### Rollhof / Reifenhof
- Neuapostolische Kirche, Egerländerweg 3 (1960)
- Johannes-Brenz-Kirche, Im Vogelsang 39 (1954)

### Kreuzäcker
- Kreuzäckerkirche, Schenkenseestr. 25. Die Kirche wurde am 16. Dezember 1956 zusammen mit dem evangelischen Gemeindehaus und dem Kindergarten in der Kreuzäckersiedlung eingeweiht.

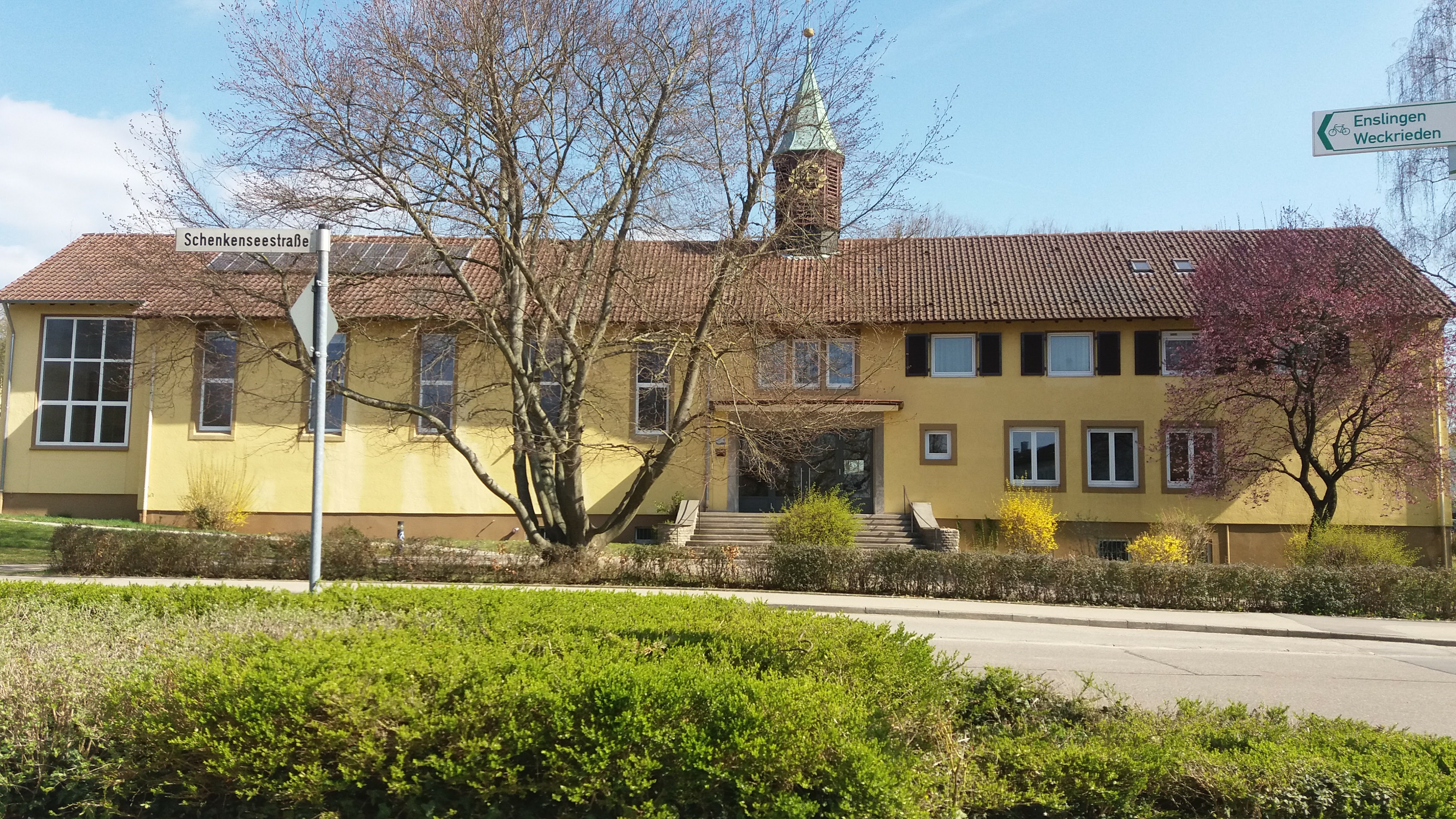
Evangelischer Kirchenbezirk in Kreuzäcker, Schwäbisch Hall
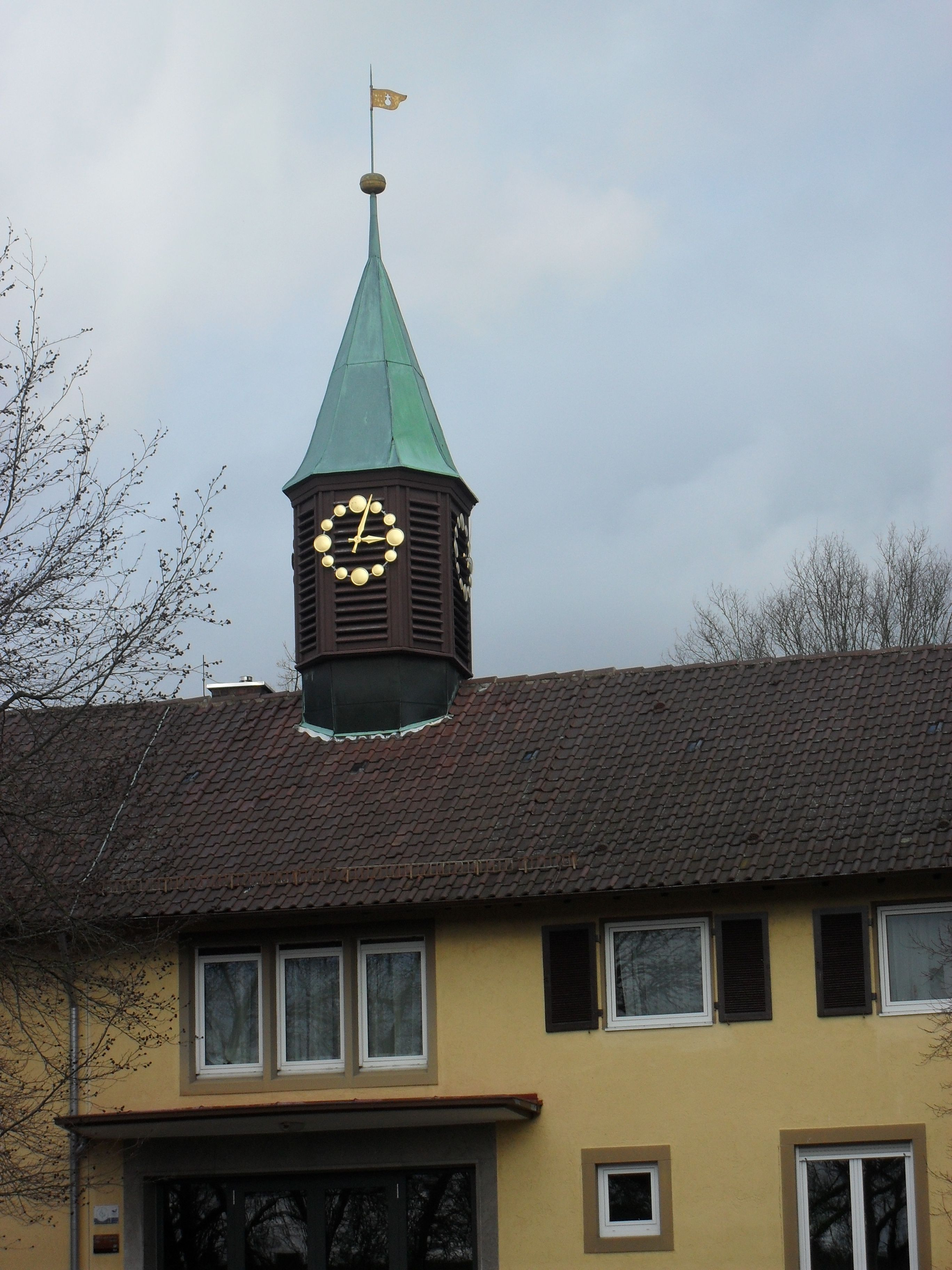
Evangelischer Kirchenbezirk in Kreuzäcker, Schwäbisch Hall

### Heimbachsiedlung / Teurershof
- „Christus König“, Naumannstr. 6. Erbaut nach Entwürfen des Architekten Hans Georg Reuter und am 12. März 1961 geweiht. Bemerkenswert das Christus-König-Mosaik von Dieter Franck sowie die Chorraumgestaltung von 2003 durch Joseph A. Schaeble.
- Sophie-Scholl-Kirche, Stauferstraße 34.
- Gemeindezentrum der Evangelischen Sophie Scholl Kirchengemeinde (2003), Wolfgang Kuhn[5]

### Tullauer Höhe / Hagenbach
- Lukaskirche, Hagenbacher Ring (1989).
- St. Markus, Hagenbacher Ring (1983).

### Erlach
- Heiligkreuzkirche (evang.), gotische Wehrkirche mit romanischem Taufstein und Freskomalereien um 1400.

Heiligkreuzkirche in Erlach

### Steinbach
- St. Nikolaus ist eine barocke Stiftskirche von 1715 mit romanischen Türmen des Vorgängerbaus.
- St. Johannes Baptist (um 1100) gilt als „Mutterkirche von Hall, Vorbild für St. Katharina und St. Michael“[6]
- St. Ägidien (um 1120)
- evang. Martinskirche, 1968.
- Synagoge in Schwäbisch Hall-Steinbach

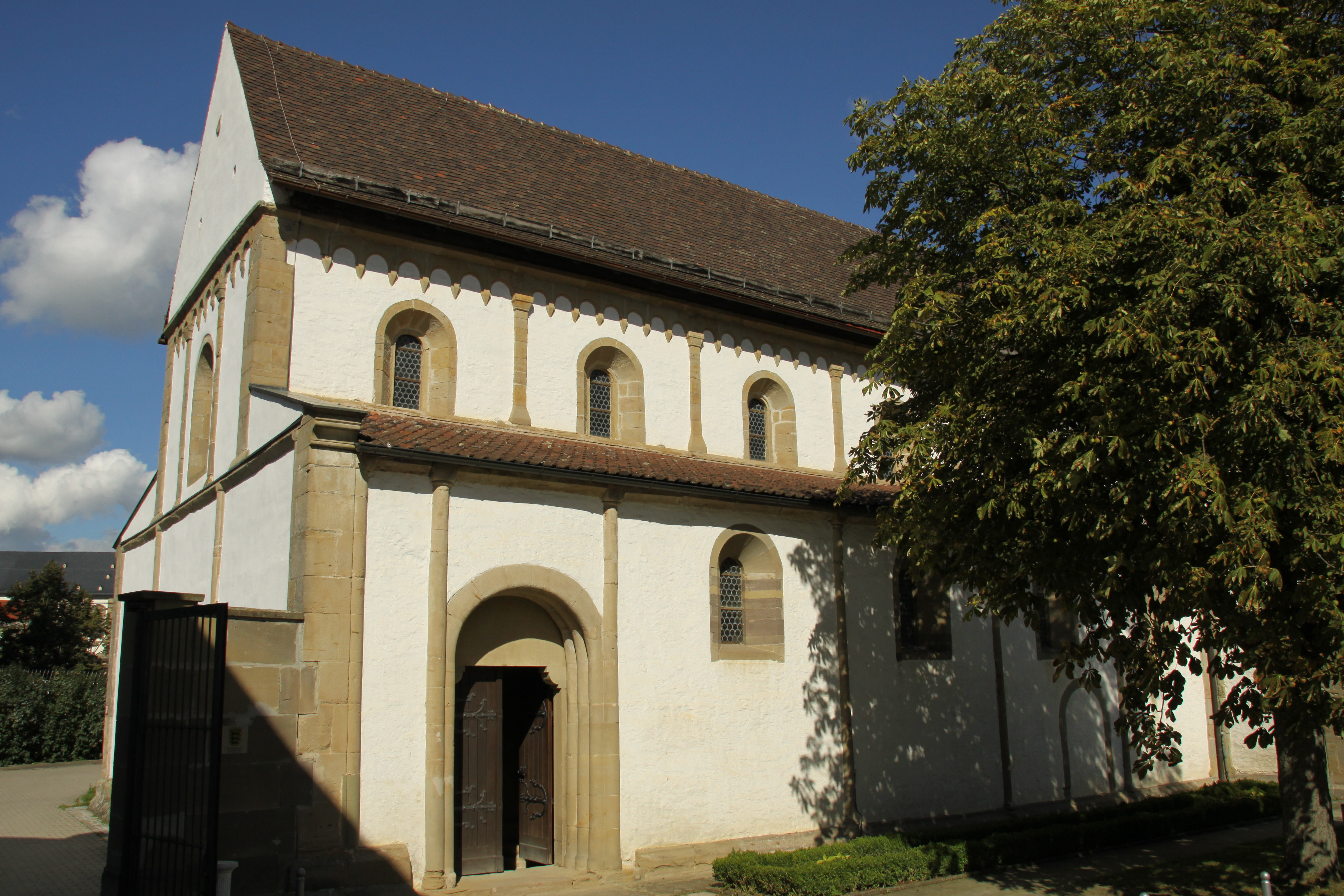
St. Ägidius in Steinbach
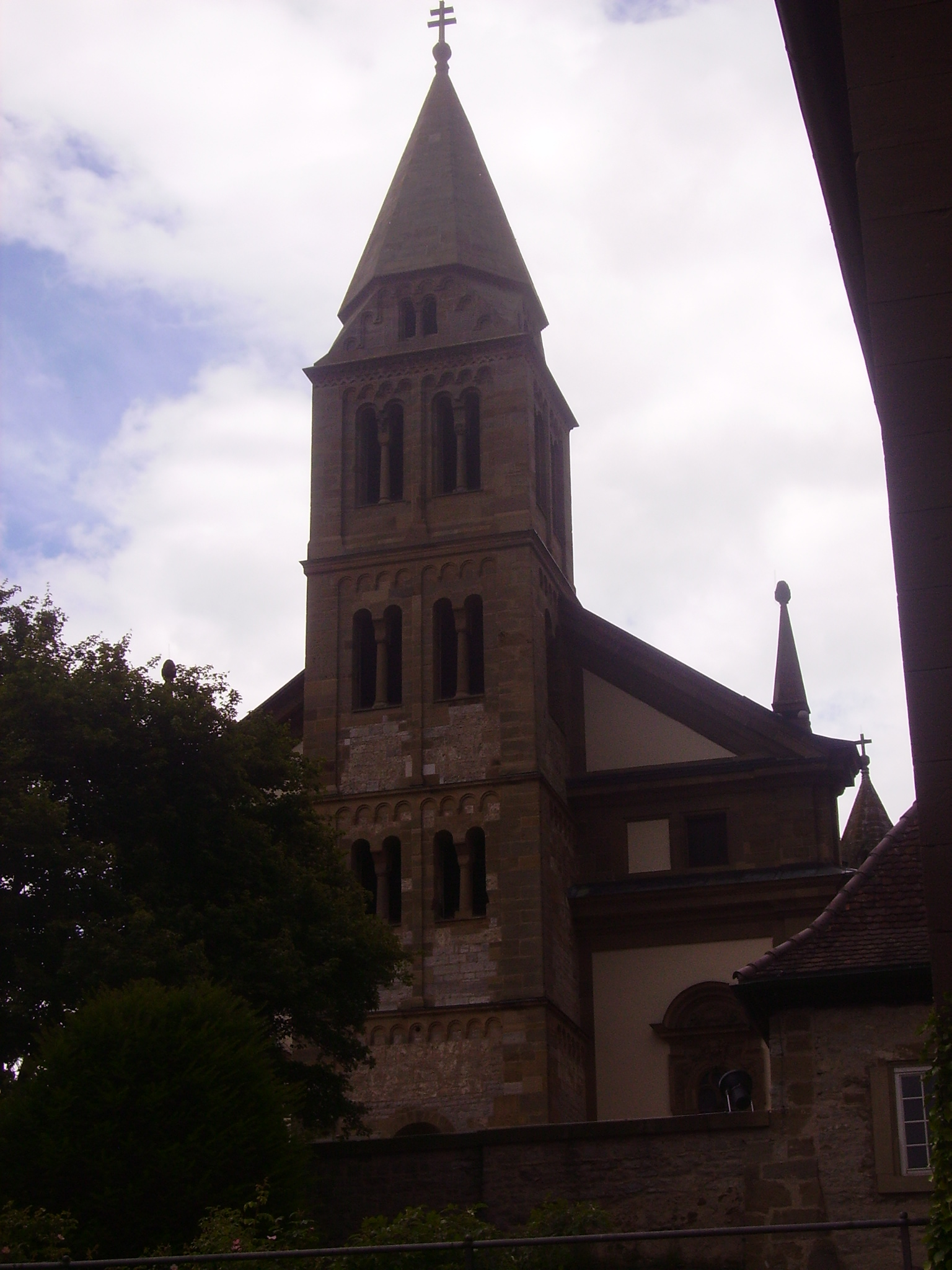
St. Nikolaus in Steinbach
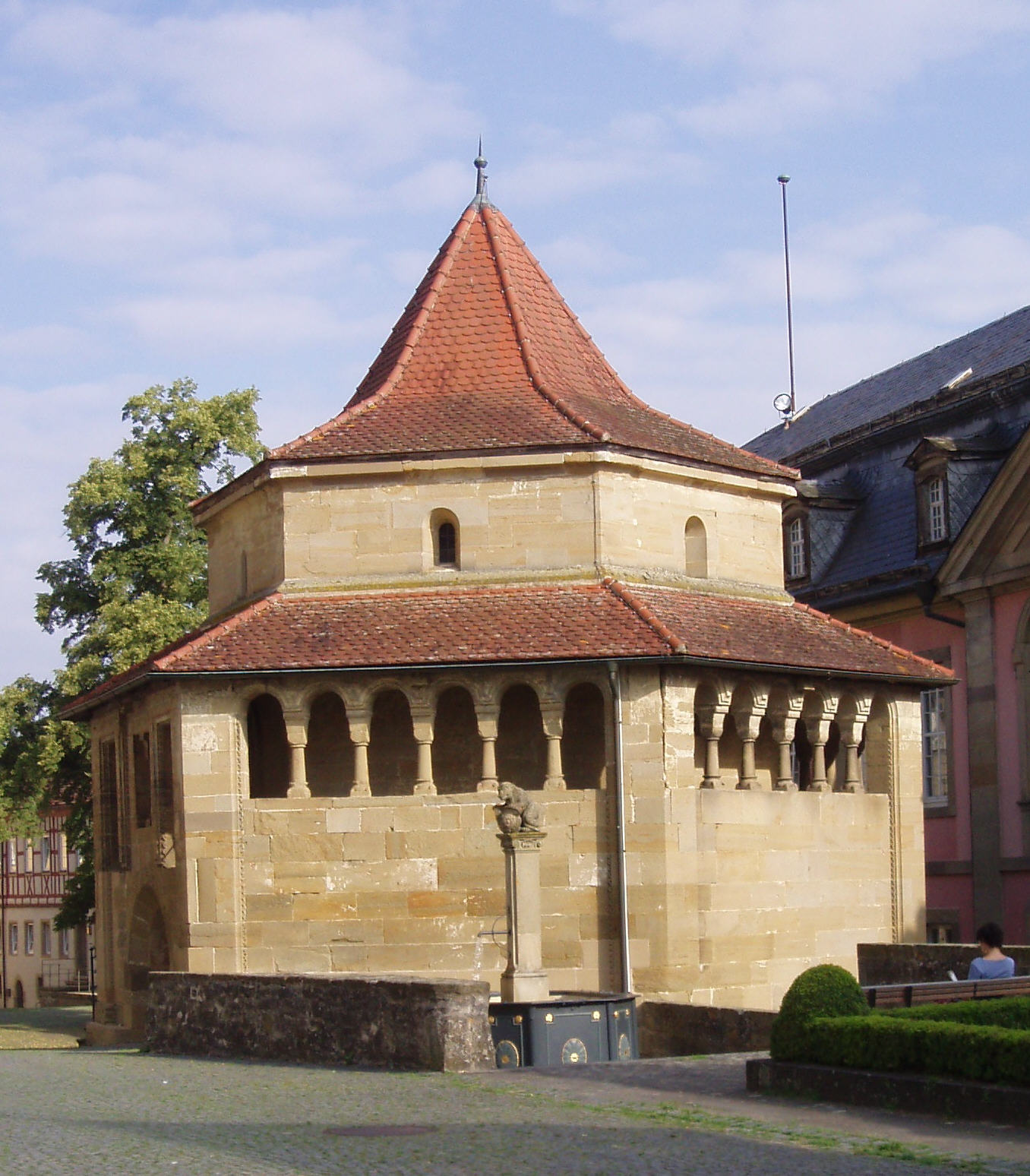
St. Erhard in Steinbach
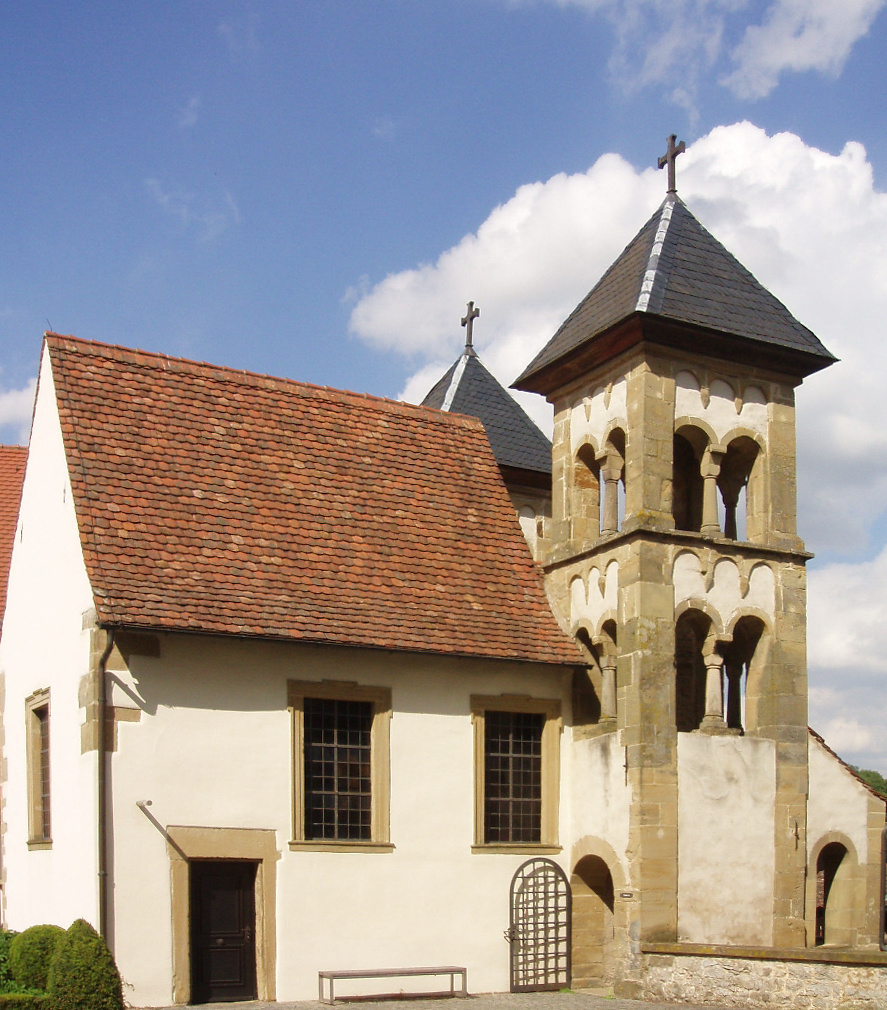
St. Michael in Steinbach
Synagoge in Schwäbisch Hall-Steinbach

### Bibersfeld
- Kirche „Hl. Magdalena“, gestiftet 1350; Einweihung nach Umbau 1407. Neubau (1868), wobei der mittelalterliche Ostturm integriert wurde.
- Kapelle zur „Hl. Agatha“

### Eltershofen
- Evangelische Filialkirche von 1769:

„Die evangelische Filialkirche ist 1769 neu aufgebaut, einfach und schmucklos. Der runde Chorbogen vielleicht noch romanisch. Im Chor ein neueres Kreuzgewölbe ohne Rippen. Ein Dachreiter als Glockenturm. Altarschirm von 1683 mit kunstlosem Ölbild des ersten Abendmahls“

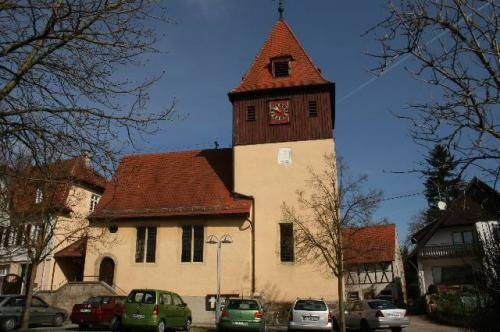
Kirche in Eltershofen

### Gailenkirchen
- romanische evang. Pfarrkirche.

### Gelbingen
- St. Johannes, früher Kapelle 1342, Wiederaufbau 1949/50.

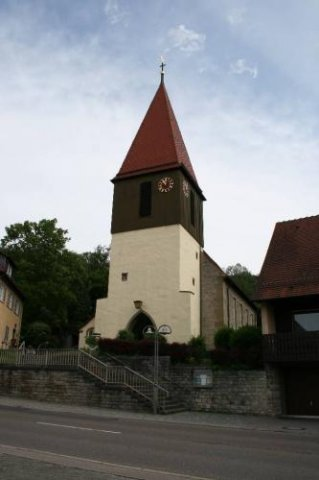
Kirche im Stadtteil Gelbingen

### Gottwollshausen
- St. Georg. Der Sakralbau entstand vermutlich aus den Resten einer abgegangenen Burg.

### Hessental
- St. Matthäus, 1365, vermutlich aus den Resten einer früheren Burg errichtet. Eine Erneuerung des Langhauses erfolgte im Jahre 1731. 1944 zerstört, wurde sie von 1948 bis 1950 in vergrößertem Maßstab wieder aufgebaut.
- St. Maria, Königin des Friedens (1964)

### Sulzdorf
- St. Bartholomäus-Kirche
- evang. St. Margareta, 1949/50 wieder aufgebaut.

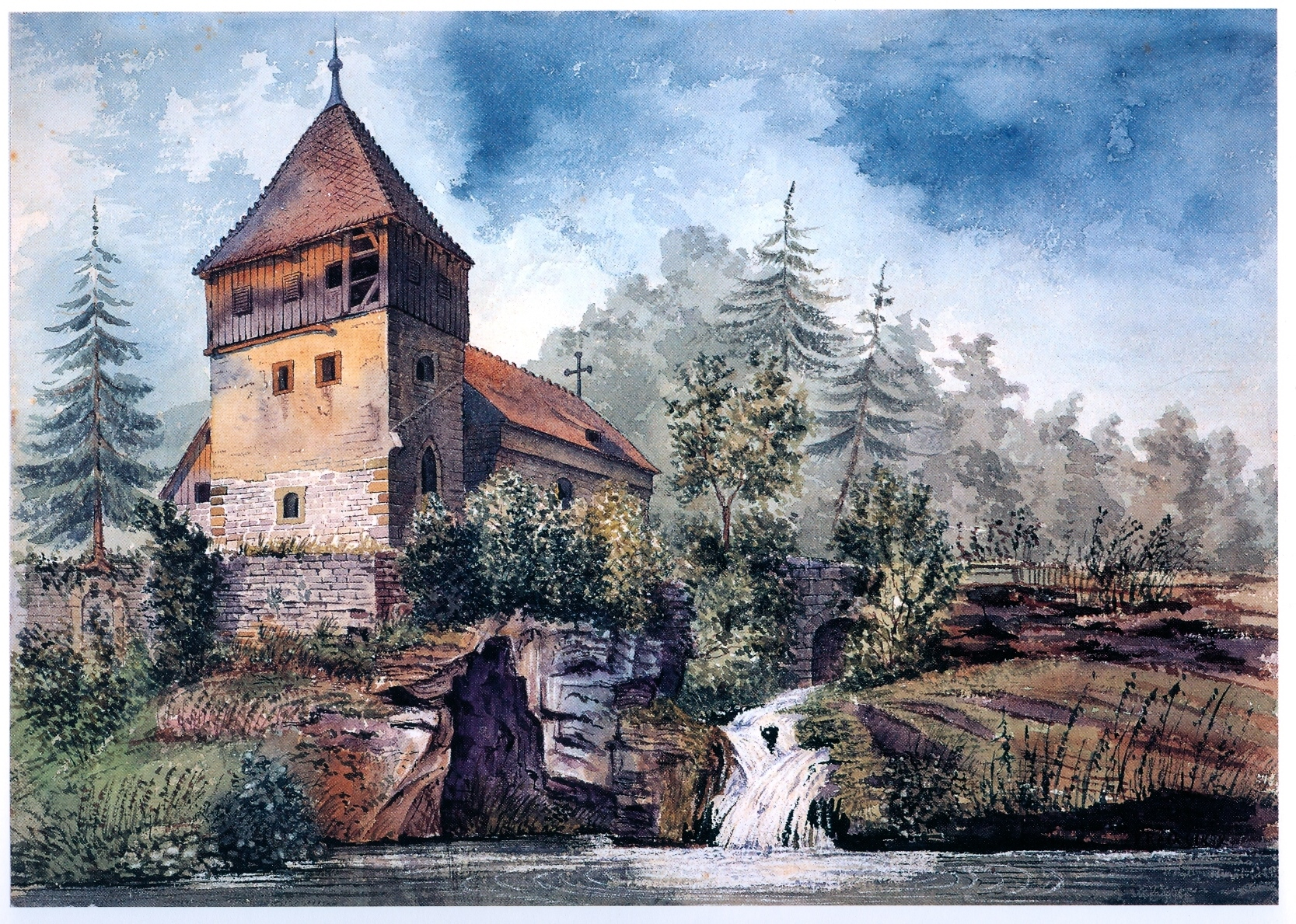
Kirche St. Bartholomäus im Stadtteil Sulzdorf

### Tüngental
- Marienkirche Tüngental, 1949/50 wieder aufgebaut.

Marienkirche im Stadtteil Tüngental

## Profanbauten

### Stadtmitte
- Büschlerhaus: „Romanische Biforien mit Diamantbossen“ im Saal des Reichsschultheißenhauses an der Nordseite des Unteren Hauses des heutigen Adelshofs (Steinturm mit Stufengiebel).[8]
- Keckenturm, 1240
- Senftenhaus, Obere Herrngasse 5 und 5a, 1492/1494: „gotisches Haus“.[9]
- Büchsenhaus, Am Rosenbühl 14, 1505/1527: „spätgotische Vorhangbogen“[10]
- Stellwaghaus, Am Markt 4, um 1550
- Widmanhaus, Am Markt 5, um 1550
- Gräterhaus, Gelbinger Gasse 47, 1602/03
- Rinderbachburg, Am Markt 9, 1731
- Stiersches Haus, Am Markt 10, 1738
- Rathaus, Am Markt 6, 1735
- Engelhardt-Palais, Gelbinger Gasse 25, 1705
- Comburger Klosterhof (auch Seiferheld'sches Haus), Klosterstraße 5 (Barockausstattung Totalverlust)
- Bonhoeffer-Haus, Klosterstraße 7, 1716 (Barockausstattung Livio Retti)
- Württembergisches Wachhaus, Klassizistisch, Am Säumarkt 12, 1811
- Obere Herrngasse 1, Klassizistischer Profanbau von 1838.
- Bahnhof Schwäbisch Hall, Rundbogenstil, 1860
- Villa Heinrich, Biedermeier, Gelbinger Gasse 111, 1874
- Altes Gymnasium, Historismus, Gymnasiumstraße 2, 1871/1873
- Brenzhaus, Historismus, Mauerstraße 5. 1969 erfolgte der Abbruch.
- Neues Solbad Historismus, (1880), Abbruch 1969.
- Villa Peregrina, Crailsheimer Straße 35, um 1903
- Villa Hagenmeyer, Katharinenstraße 10, 1903/04
- Ehemalige Gewerbeschule, Gymnasiumstraße 4, 1912
- Hauptgebäude der Sparkasse, Am Hafenmarkt 1, 1937/1941
- Solbad, Diakonissenanstalt mit Kranken-Hochhaus, 1943[11][12]
- Bausparkasse, 1959[13]
- Landratsamt; Münzstraße 1 (1979)[14], Münchener Architekt Professor Angererden[15][16]
- Blendstatthalle; Blendstatt 6 (1988).[17] Entwurf Architekturbüro Klaus Mahler, Gumpp, Schuster in Stuttgart, künstlerische Ausstattung Heinz Pistol, Stuttgart.[18][19][20]
- Modehaus am Milchmarkt, Neue Straße 7 (1995) Mahler Gumpp Schuster[21][22]

- Stadtgrabenring[23][24]
- Kunsthalle Würth (2001)
- Haller Globe-Theater (2000) erbaut nach Entwürfen Architektengemeinschaft Haller Architekten: Ekkehard Frey, Siegfried Kienle, Wilhelm Kraft, Wolfgang Kuhn, Ulrich Mix, Roland Schuhmann, Martin Weidenbach, Renate Zink[25]

### Südliche Kernstadt
- Unterlimpurger Straße 8; Amtsgericht[26]
- Unterlimpurger Straße 81; Hohes Haus
- Oberlimpurg – Burgruine Limpurg

### Eltershofen
- Schloss Eltershofen

### Tüngental
- Wasserburg Altenhausen
- Schlossruine Bielriet

Der beim Stadtbrand 1728 zerstörte Vorgängerbau (Rinderbachburg, Drechsler’sches Haus) mit Illumination anlässlich der Zweihundertjahrfeier der Reformation 1717
Rinderbachburg, Drechsler’sches Haus. Nachzeichnung eines Gemäldes von J. M. Roscher nach 1735
Bahnhof Schwäbisch Hall
Schwäbisch Hall. Das 1880 eingeweihte Neue Solbad auf dem Unterwöhrd auf einer Postkarte um 1900.
Lithographie zur Einweihung des Brenzhauses am 5. November 1898, neben der St. Michaeliskirche, Schwäbisch Hall, 1898
Brenzhaus am Ufer, 1913

## Brunnen
- Fischbrunnen mit Skulpturen von Hans Beuscher (um 1509)
- Milchmarkt-Brunnen